# Franz Daffner
Franz Daffner (* 17. März 1844 in Hannesreuth; † 29. März 1933 in München) war ein deutscher Arzt. 

## Leben
Das Studium der Medizin schloss er 1868 mit der Promotion ab, im folgenden Jahr machte er das Physikatsexamen. Anschließend trat er ins Militär ein und nahm am Deutsch-Französischen Krieg von 1870/71 und der anschließenden Besetzung teil. Während seiner 21 Dienstjahre als Bataillonsarzt rückte er bis zum Oberstabsarzt auf. Aus der Tätigkeit als Mediziner gingen zahlreiche Fachschriften hervor, wobei er sich besonders in der Anthropologie und den Infektionskrankheiten hervortat. Weiterhin publizierte er historische Schriften, u. a. über den Krieg, an dem er teilgenommen hatte, die Heimatforschung und das Kloster Benediktbeuern, wo er vier Jahre am Invalidenhaus tätig war. Sein umfangreicher Nachlass befindet sich in der BSB München.
Er war der Vater des Komponisten und Musikwissenschaftlers Hugo Daffner.

## Werke
- Ueber die Ursachen der Cholera, München 1868
- Geschichte des Klosters Benediktbeuern: (740–1803). Mit Berücksichtigung der allgemeinen Geschichte und der handschriftlichen Literatur, München 1893
- Das Wachstum des Menschen, Leipzig 1897
- Erinnerungen an den deutsch-französischen Feldzug 1870–1871, Stuttgart 1906
- Geschichte und Beschreibung des Römerkastell Abusina bei Eining an der Donau, Niederbayern, Bezirksamt Kelheim: ein Führer durch die Ausgrabungen, Straubing 1930